# 알렉산드르 다르고미시스키

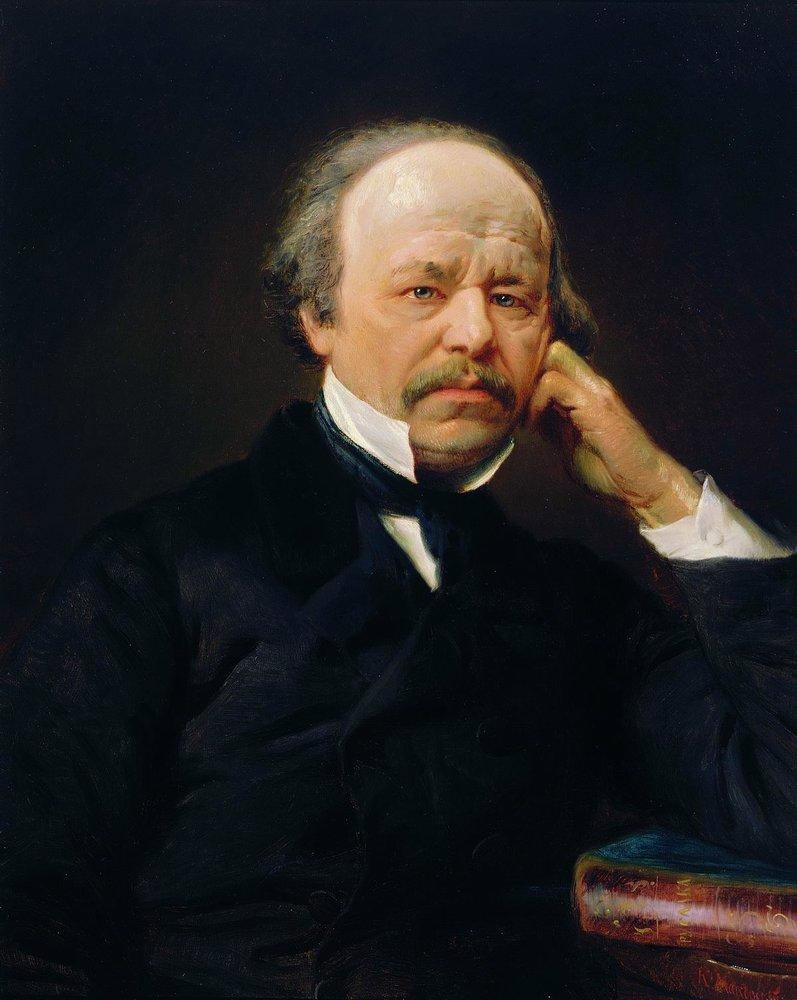
알렉산드르 다르고미시스키
(콘스탄틴 마코프스키 작, 1869)

알렉산드르 세르게예비치 다르고미시스키(러시아어: Александр Сергеевич Даргомыжский, 1813년 2월 14일–1869년 1월 17일)는 19세기의 러시아 작곡가이다.
미하일 글린카의 직접적 후계자이며, 러시아 국민악파에로의 가교가 된 작곡가이다. 1813년 2월 24일 아버지의 영지 다르고미슈 마을에서 출생하였다. 6세 경에 피아노를 배우고, 뒤에 바이올린과 성악을 배웠다. 1839년, 위고의 소설 《파리의 노트르담》에 의한 가극 《에스메랄드》를 썼다. 1843년 관직을 그만두고 음악에 몸을 바쳐, 1855년에 대표적인 가극 《루사르카》를 작곡하였다. 그가 성악을 가르칠 때 그의 주변에는 젊은 음악가가 모였다. 무소르그스키도 그 중 한 사람이었는데, 그의 '생경한 말'을 토대로 한 낭영적인 멜로디는 다르고미시스키에게서 이어받은 것이다. 1867년, 러시아 음악협회장으로 선출되어 국민악파의 운동을 측면에서 원조하였다. 1869년 2월 17일 상트페테르부르크에서 사망하였다. 앞서 말한 가극 외에 가곡에서 독특한 형식을 창조했는데, 그 중에서도 《늙은 병장》, 《9등 문관》 등이 유명하다.